# 토마토 소스

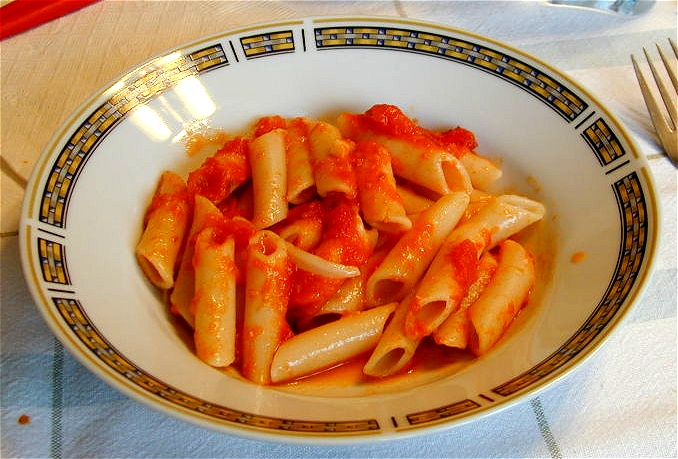
토마토 소스가 들어간 펜네 파스타

토마토 소스(Tomato sauce)는 토마토를 주재료로 하여 만들어진 소스이다. 토마토 소스는 고기와 채소에 일반적이지만, 파스타 요리의 소스로 더 잘 알려져 있다.
토마토는 풍부한 맛이 있고, 수분을 많이 가진다. 또한, 부드러워서 쉽게 으깨진다. 따라서 토마토가 요리 될 때 걸쭉하게 만들기에 적합한 구성을 갖고 있다. 이러한 모든 특징들이 토마토 소스를 간단하고 매력있는 소스에 적합적이게 만든다.
영국, 호주, 뉴질랜드, 남아프리카와 같은 나라에서는 토마토 소스라는 용어는 케첩과 유사한 조미료를 묘사하는데 사용한다. 이 나라들 중 일부에서, 두 용어는 조미료를 위해 사용된다.

## 준비
가장 간단한 토마토 소스는 다진 토마토와 약간의 올리브오일을 넣고, 익지 않은 맛이 없어질때까지 부글부글 끓이고 소금으로 간을 한다. 물이나 더 감칠맛 있는 액체 (육수와 포도주)는 종종 소스가 너무 졸여지면 더 넣어준다.
양파와 마늘은 거의 항상 토마토가 들어가기 전에 처음에 넣는다. 다른 양념들은 일반적으로 바질, 오레가노, 파슬리 그리고 가능한 몇가지 매운 고추나 후추가 있다. 잘게 다진 고기 또한 일반적이다.

## 같이 보기
- 로제 소스
- 케첩
- 토마토 페이스트
- 토마토 퓌레
- 쿨리